# خمكار آباد قلعة تاوك (قلعة خواجة)
خمكار آباد قلعة تاوك (بالفارسية: خمکارآباد گله توک) هي منطقة سكنية تقع في إيران في قسم قلعة خواجة الريفي. يقدر عدد سكانها بـ 202 نسمة .